# Wansleben am See
Wansleben am See là một đô thị ở huyện Mansfeld-Südharz, Saxony-Anhalt, nước Đức. Đô thị Wansleben am See có diện tích 7,84 km².